# كريس وارن (لاعب كرة سلة مواليد 1988)
كريس وارن (بالإنجليزية: Chris Warren)‏ مواليد 22 أكتوبر 1988 في أورلاندو، هو لاعب كرة سلة أمريكي. بدأ مسيرته الاحترافية في سنة 2011. يلعب مع جاي إس إف نانتير في الدوري الفرنسي لكرة السلة الدرجة الأولى كلاعب هجوم خلفي. يحمل الرقم 1. يبلغ طوله 5 قدم 10 بوصة (1.8 م).

## المسيرة الاحترافية
لعب مع أديليد ثيرتي سيكسترز في الدوري الأسترالي في موسم 2011–2012، ثم لعب مع جاي إس إف نانتير في الدوري الفرنسي في موسم 2012–2013، ثم لعب مع أوشاك سبورتيف في الدوري التركي من سنة 2013 إلى 2015، ثم لعب مع نادي إيه إي كي لكرة السلة في سنة 2015، ثم لعب مع جاي إس إف نانتير في الدوري الفرنسي في سنة 2016.

## روابط خارجية
- كريس وارن على موقع كرة السلة الأوروبية.كوم (الإنجليزية)
- كريس وارن على موقع كلية كرة السلة في سبورتس رفرنس.كوم (الإنجليزية)
- كريس وارن على موقع ريلجم (الإنجليزية)
- كريس وارن على موقع بروبوليرز (الإنجليزية)
- كريس وارن على موقع سبورتس رفرنس (الإنجليزية)